# Англия будет всегда
Англия будет всегда (англ. There'll Always Be an England) — патриотическая песня Великобритании, созданная летом 1939 года для музыкального кинофильма Discoveries и набравшая популярность на патриотическом подъёме с началом Второй мировой войны.
После начала Второй мировой войны песня стала хитом в исполнении певицы Веры Линн. За первые два месяца войны было продано более двухсот тысяч экземпляров нот и слов песни.
Британская панк-рок группа Sex Pistols зачастую начинала свои концертные выступления с исполнения этой песни. Название песни There'll Always Be an England стало названием их единственного DVD-диска «Пусть всегда будет Англия»